# Herodianos
Herodianos byl řecký dějepisec římského období žijící na přelomu druhého a třetího století.

## Život
O jeho životě toho není mnoho známo. Narodil se pravděpodobně na území Malé Asie někdy kolem roku 170 a byl nejspíše nízkého původu. Za místo jeho narození bývá také považována Sýrie, někdy Alexandrie. Během života sice působil v císařských službách, avšak jen na nízkých pozicích. Na sklonku života pobýval v Římě. Je autorem římských dějin od smrti Marka Aurelia do nástupu Gordiana III. na císařský trůn.

## Dílo
Herodianos se řadí k pozdnímu antickému dějepisectví. Jeho dílo se skládá z 8 knih. Zaměřil se především na svou současnost, která ho lákala dramatičností a rychlostí změn. Zdůrazňuje význam císařské moci, kritizuje naopak armádu za její svévolné a sobecké počínání. Ideálním císařem podle jeho mínění je takový člověk, který už před svým nástupem na trůn dokáže svými činy, že je prospěšný říši. Na urozenosti nebo názoru senátu naopak příliš nezáleží. Této autorově představě nejlépe vyhovoval císař Pertinax, pro kterého má autor zjevné sympatie. Herodianos se ale jinak vyhýbá jakékoliv idealizaci. Nedělá si iluze o významných osobnostech, senátu, armádě, ani impériu jako takovém. Jeho pohled na soudobou situaci i další vývoj je v tomto ohledu spíše pesimistický.
Jeho dílo je psáno přístupnou formou a má dramatickou výstavbu, proto bylo oblíbené, a to i ve středověku. Herodianos byl dokonce v tomto období poněkud přeceňován a označován za čelného představitele antického dějepisectví. Z hlediska metodologického to ale není dílo příliš propracované. Důraz se klade spíše na zajímavost vyprávění. Autor se nezdržuje ověřováním a upřesňováním většiny údajů, neuvádí například odkud jednotlivá fakta čerpal.